# Kunlun
De Kunlun (Tibetaans: ཁུ་ནུ་རི་རྒྱུད།; Mongools: Хөндлөн Уулс, Höndlön Üüls; Chinees: 昆仑山, pinyin: Kūnlún Shān) is een gebergte in Centraal-Azië. De Kunlun strekt zich uit over een lengte van 3000 km, van de samenkomst met de Pamir en Karakoram in het westen tot aan de overgang in de Qinling Shan in het oosten. De Kunlun vormt de scheiding tussen het Tibetaanse Hoogland in het zuiden en het Tarimbekken en Chaidamu Pendi in het noorden. De hoogste top is de 7167 m hoge Liushi Shan.
Ten noorden van de Kunlun liggen de Altun Shan (of Altyn-Tagh) en de Qilian Shan. In het zuiden liggen de Min Shan en het Bayan Hargebergte, dat de waterscheiding vormt tussen de stroomgebieden van de twee langste rivieren van China, de Yangtze (Blauwe Rivier) en de Huang He (Gele Rivier).
Volgens het taoïsme ligt het paradijs van Xi Wangmu in het Kunlungebergte.